# Bahnradsport-Weltmeisterschaften 1991

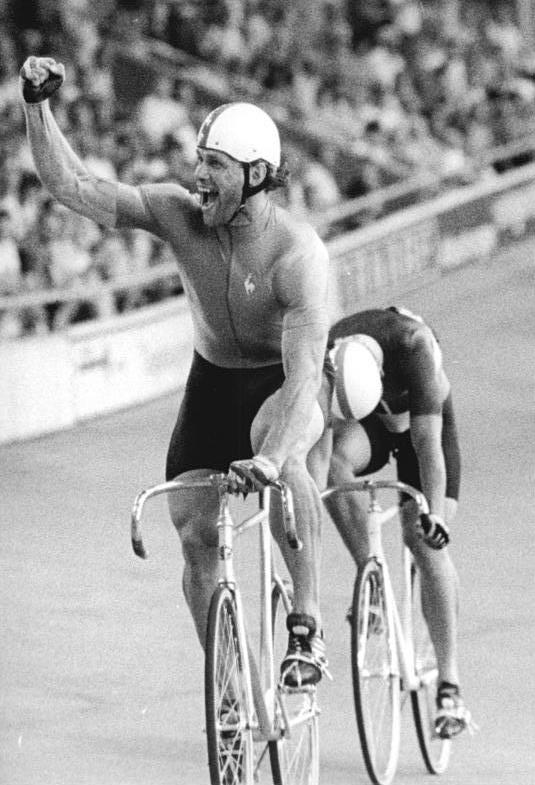
Der Chemnitzer Michael Hübner (hier bei der DDR-Meisterschaft 1989) errang in Stuttgart den WM-Titel im Keirin.

Die Bahnradsport-Weltmeisterschaften 1991 fanden vom 13. bis 18. August 1991 auf der Radrennbahn in der  Hanns-Martin-Schleyer-Halle in Stuttgart statt. 53 Nationen waren am Start.
Bei dieser WM trat erstmals nach Jahrzehnten wieder eine gesamtdeutsche Mannschaft an, da im Dezember 1990 die Radsport-Landesverbände der neuen Bundesländer dem Bund Deutscher Radfahrer beigetreten waren. Dieser Zusammenschluss bescherte den Deutschen vor heimischem Publikum sechsmal Gold, viermal Silber und eine Bronzemedaille.
Im Sprint der Amateure errang der spätere mehrfache deutsche Olympiasieger Jens Fiedler nach dem Rücktritt von Lutz Heßlich seinen ersten Titel vor seinem Mannschaftskameraden Bill Huck. Bei den Profi-Sprintern enttäuschte der Chemnitzer Michael Hübner in einem ruppigen und von Dopingfällen geprägten Wettbewerb, konnte sich aber im Keirin rehabilitieren und seinen vierten WM-Titel sichern. Seinen ersten WM-Titel gewann der Leipziger Jens Lehmann in der Einer- sowie der Mannschaftsverfolgung. Der Bahnvierer fuhr zudem Weltrekord vor 5000 begeisterten Zuschauern.
Auch die Karriere des späteren Sechstage-Stars Bruno Risi nahm in Stuttgart ihren Anfang, als er seinen ersten WM-Titel im Punktefahren gewinnen konnte. Ein anderer beliebter Sechstage-Fahrer, Danny Clark, wurde kurz vor seinem 40. Geburtstag Weltmeister der Profi-Steher.
Bei den Frauen konnte sich die Niederländerin Ingrid Haringa zwei Titel sichern, im Sprint (vor der Deutschen Annett Neumann) und im Punktefahren, trotz eines Sturzes 17 Runden vor Schluss.

## Resultate

### Frauen
| Disziplin                | Platz | Land               | Athlet                  |
| ------------------------ | ----- | ------------------ | ----------------------- |
| Sprint                   | 1     | Niederlande        | Ingrid Haringa          |
|                          | 2     | Deutschland        | Annett Neumann          |
|                          | 3     | Vereinigte Staaten | Connie Paraskevin-Young |
| Einerverfolgung (3000 m) | 1     | Deutschland        | Petra Roßner            |
|                          | 2     | Vereinigte Staaten | Janie Eickhoff          |
|                          | 3     | Frankreich         | Marion Clignet          |
| Punktefahren             | 1     | Niederlande        | Ingrid Haringa          |
|                          | 2     | Belgien            | Kristel Werckx          |
|                          | 3     | Vereinigte Staaten | Janie Eickhoff          |

### Männer (Profis)
| Disziplin                | Platz | Land           | Athlet                                |  |
| ------------------------ | ----- | -------------- | ------------------------------------- |  |
| Sprint                   | 1     | unbekannt      | [ 1 ]                                 |  |
|                          | 2     | Frankreich     | Fabrice Colas                         |  |
|                          | 3     | unbekannt      | [ 2 ]                                 |  |
| Keirin                   | 1     | Deutschland    | Michael Hübner                        |  |
|                          | 2     | Italien        | Claudio Golinelli                     |  |
|                          | 3     | Frankreich     | Fabrice Colas                         |  |
| Einerverfolgung (5000 m) | 1     | Frankreich     | Francis Moreau                        |  |
|                          | 2     | Großbritannien | Shaun Wallace                         |  |
|                          | 3     | Großbritannien | Colin Sturgess                        |  |
| Punktefahren (50 km)     | 1     | Sowjetunion    | Wjatscheslaw Jekimow                  |  |
|                          | 2     | Frankreich     | Francis Moreau                        |  |
|                          | 3     | Niederlande    | Peter Pieters                         |  |
| Steherrennen (1 Stunde)  | 1     | Australien     | Danny Clark (hinter Bruno Walrave)    |  |
|                          | 2     | Schweiz        | Peter Steiger (hinter Ueli Luginbühl) |  |
|                          | 3     | Schweiz        | Arno Küttel (hinter René Aebi)        |  |

### Männer (Amateure)
| Disziplin                      | Platz | Land                | Athlet                                                              |
| ------------------------------ | ----- | ------------------- | ------------------------------------------------------------------- |
| Sprint                         | 1     | Deutschland         | Jens Fiedler                                                        |
|                                | 2     | Deutschland         | Bill Huck                                                           |
|                                | 3     | Australien          | Gary Neiwand                                                        |
| Zeitfahren (1000 m)            | 1     | Spanien             | Jose Manuel Moreno                                                  |
|                                | 2     | Deutschland         | Jens Glücklich                                                      |
|                                | 3     | Trinidad und Tobago | Gene Samuel                                                         |
| Tandem                         | 1     | Deutschland         | Emanuel Raasch/Eyk Pokorny                                          |
|                                | 2     | Tschechoslowakei    | Lubomír Hargaš/Pavel Buráň                                          |
|                                | 3     | Frankreich          | Frédéric Lancien/Denis Lemyre                                       |
| Einerverfolgung (4000 m)       | 1     | Deutschland         | Jens Lehmann                                                        |
|                                | 2     | Deutschland         | Michael Glöckner                                                    |
|                                | 3     | Dänemark            | Jan Bo Petersen                                                     |
| Mannschaftsverfolgung (4000 m) | 1     | Deutschland         | Michael Glöckner/Andreas Walzer/ Jens Lehmann/Stefan Steinweg       |
|                                | 2     | Sowjetunion         | Jewgeni Bersin/Dmitri Neljubin/ Wadim Krawtschenko/Wladislaw Bobrik |
|                                | 3     | Australien          | Brett Aitken/Stuart O’Grady/ Stephen McGlede/Shaun O’Brien          |
| Punktefahren (50 km)           | 1     | Schweiz             | Bruno Risi                                                          |
|                                | 2     | Australien          | Stephen McGlede                                                     |
|                                | 3     | Dänemark            | Jan Bo Petersen                                                     |
| Steherrennen (50 km)           | 1     | Österreich          | Roland Königshofer (hinter Karl Igl)                                |
|                                | 2     | Italien             | David Solari (hinter Walter Corradin)                               |
|                                | 3     | Deutschland         | Carsten Podlesch (hinter Dieter Durst)                              |